# 熊田胡々
熊田 胡々（くまだ ここ、2002年11月8日 - ）は、日本の元子役 である。
東京都出身。元モンドラナエンタテインメント所属。姉は熊田聖亜。

## 人物
- 趣味は読書、歌をうたうこと、特技は鉄棒[2]。

## 作品

### シングル
- 「みんなでかこう!ゴンえかきうた」（『GON -ゴン-』エンディングテーマ）

作詞 - YUMIKO / 作曲・編曲 - タケシ
2012年8月24日発売。デビューCD。
- 「花と小父さん」（カバー曲 / オリジナル歌手伊東きよ子）

作詞・作曲 - 浜口庫之助 / 編曲 - 竜崎孝路
2012年9月5日発売。里見浩太朗とデュエット曲。

## 出演

### テレビドラマ
- 宮部みゆきミステリー パーフェクト・ブルー 第5話（2012年11月5日、TBS）白鳥みずえ 役
- 月曜ゴールデン「さすらいのプラチナワゴン〜歌手・美波丈太朗の事件簿〜」（2012年12月3日、TBS）神木亜弥 役
- ねじれた絆 赤ちゃん取り違え事件 42年の真実（2013年10月11日、フジテレビ）島袋和泉（美由紀の実の妹） 役

### テレビアニメ
- GON -ゴン- - ウサギ役（声）、ナビゲート司会[3]

### その他のテレビ番組
- みいつけた!（2009年 - 2012年、NHK Eテレ）スイちゃん、ズル田ズル夫役（初代）
- ETV50 キャラクター大集合 とどけ!みんなの元気パワー 〜輝け!こども番組元気だ!大賞〜（2009年9月21日）スイちゃん 役
- あつまれ!ワンワンわんだーらんど→ワンワンわんだーらんど（2010年 、NHK教育テレビ→NHK Eテレ）スイちゃん 役
- まいん&シャキーン!夢のコラボ Eテレパワーで倒せ!謎の宇宙人（2010年10月11日）スイちゃん 役

### 映画
- 曲がれ!スプーン（2009年、東宝）- 桜井米（幼少期） 役

### CM
- ケンタッキーフライドチキン
- 三菱電機、ユニ&エコ霧が峰エアコン
- 住友生命
- ウイズランド楽しいバスタイム